# Mr. Kaplan
Mr. Kaplan és una pel·lícula uruguaiana de 2014 escrita i dirigida per Álvaro Brechner i basada en el llibre El salmo de Kaplan, del novel·lista colombià Marco Schwartz, la pel·lícula està escrita i dirigida per Álvaro Brechner. És una comèdia dramàtica de thriller, i és protagonitzada per Héctor Noguera, Néstor Guzzini, Rolf Becker, Nidia Telles, Nuria Fló, Leonor Svarcas, Gustavo Saffores, Hugo Piccinini, César Jourdan, Jorge Bolani i Augusto Mazzarelli.

## Sinopsi
Després de la Segona Guerra Mundial, el vell Jacobo Kaplan fuig a Sud-amèrica. Descontent amb el seu nou rabí, la seva comunitat, la seva família i la seva vida, i tement morir i no ser recordat, amb gairebé vuitanta anys decideix, amb l'ajuda d'un policia retirat, fer un tomb a la seva vida. Emprèn llavors una aventura singular: capturar a un vell alemany, amo d'un restaurant, perquè està convençut que és un antic oficial nazi. El seu objectiu és portar-lo a Israel, i així contribuir a recuperar l'orgull i la dignitat de la comunitat jueva.

## Protagonistes
- Héctor Noguera (Jacobo Kaplan)
- Néstor Guzzini (Contreras)
- Rolf Becker (el alemán)
- Nidia Telles (Rebeca)
- Nuria Fló (Lottie)
- Leonor Svarcas (Estrella)
- Gustavo Saffores (Isaac)
- Hugo Piccinini (Elías)
- César Jourdan (Carlos)
- Jorge Bolani (Kilgman)
- Augusto Mazzarelli (Weinstein)

## Premis i nominacions
- Premis Goya (2014): millor pel·lícula iberoamericana.[4]
- Premis Platino (2015): millor pel·lícula iberoamericana.
- Premis Platino (2015): millor director.
- Premis Platino (2015): millor guió.
- Premis Platino (2015): millor fotografia.
- Premis Platino (2015): millor so.
- Premis Platino (2015): millor direcció artística.
- Premis Platino (2015): millor muntatge.
- Premi Ariel: millor pel·lícula iberoamericana
- Guanyadora Premi de la crítica Uruguaiana: Millor Pel·lícula 2015